# Дерлугьян, Георгий Матвеевич
Гео́ргий Матве́евич (Гево́рк Мартиро́сович) Дерлугья́н (род. 25 октября 1961, Краснодар, СССР) — советско-российский, американский исторический социолог, публицист. Кандидат исторических наук (1990), доктор философии (1995), профессор Нью-Йоркского университета в Абу-Даби. Профессор-консультант РАНХиГС при Президенте РФ. Является известным представителем школы мир-системного анализа; обладатель ряда отличий, в том числе премии имени Норберта Элиаса (2007). Его монография «Тайный почитатель Бурдьё на Кавказе» вошла в список лучших книг года по версии литературного приложения газеты The Times.

## Биография
Вспоминал про родителей: «Мама, родившаяся в кубанской станице в самые лихие годы раскулачивания и голода, перебралась после войны в город… Отец, из наследственных армянских ремесленников-скорняков выбившийся в директоры завода…». Принадлежал тот к общине армяно-католиков.
Окончил среднюю школу в родном городе, затем Институт стран Азии и Африки при МГУ им. М. В. Ломоносова — по направлению «африканистика», со специализацией по современной истории Западной Африки. Во время учёбы стажировался в Мозамбике в городе Тете. Затем работал в той же стране.
В 1990 году окончил аспирантуру Института всеобщей истории АН СССР, защитил диссертацию на соискание учёной степени кандидата исторических наук; тема: «Социально-политические аспекты партизанской войны в Мозамбике».
С августа 1990 года работал в Бингемтоне у Иммануила Валлерстайна в Центре имени Фернана Броделя по изучению экономик, исторических систем и цивилизаций при Университете штата Нью-Йорк и был его аспирантом, в том же университете защитил докторскую (Ph. D.) диссертацию по социологии (1995).
Работал в Корнеллском и Мичиганском университетах. С 1997 года был профессором макросоциологии в Северо-Западном университете в Чикаго.
В настоящее время профессор Нью-Йоркского университета в Абу-Даби. Был приглашённым профессором в Sciences Po и Университете Бордо во Франции, Таллинском технологическом университете в Эстонии, Киевском государственном университете на Украине.
Лауреат призов Американской социологической ассоциации за лучшую работу года, премий Д. Карнеги и Н. Элиаса. Почетный профессор Кабардино-Балкарского государственного университета им. Х. М. Бербекова (2011).
Один из наиболее видных представителей школы мир-системного анализа («школы Валлерстайна»), что часто и не без гордости подчёркивает: «Я всем обязан Валлерстайну — как известно, я его верный нукер»; автор предисловий и послесловий ко многим трудам И. Валлерстайна, изданным на русском языке.
Первая наиболее значительная книга — «Адепт Бурдье на Кавказе: Эскизы к биографии в миросистемной перспективе» (University of Chicago Press, 2005), в том же году признанная Американской социологической ассоциацией лучшей книгой по политической социологии.
Соавтор (совместно с Иммануилом Валлерстайном, Рэндаллом Коллинзом, Майклом Манном и Крейгом Калхуном) книги «Есть ли будущее у капитализма?» (была переведена более чем на десять языков). Автор книги (сборника статей) «Как устроен этот мир». Соавтор Тимоти Эрла.
Переводился на 17 языков, включая китайский, немецкий, арабский, турецкий, финский, польский и грузинский.
Замечал про себя: «…Одна из моих коллег в Америке довольно двусмысленно пошутила: „Несовременные взгляды Дерлугьяна относятся не к XIX веку. Он целиком из XVIII века“. В общем, наверное, так и есть».
Помимо родных армянского и русского свободно владеет английским, португальским языками и языком хауса.

## Критика
Журналист Станислав Львовский опубликовал в целом отрицательную рецензию на книгу (сборник статей) Георгия Дерлугьяна «Как устроен этот мир», упрекнув её в публицистичности и многочисленных искажениях фактов: «„Как устроен этот мир“ — отличный образец проповеди, произнесенной человеком, который глубоко убежден в собственных словах, широко эрудирован <…> и очень легко обращается с фактами».